# Bartolomeo Chiozzi
Bartolomeo Chiozzi (Mantova, 1671 – Ferrara, 1741) è stato un ingegnere italiano.

## Biografia

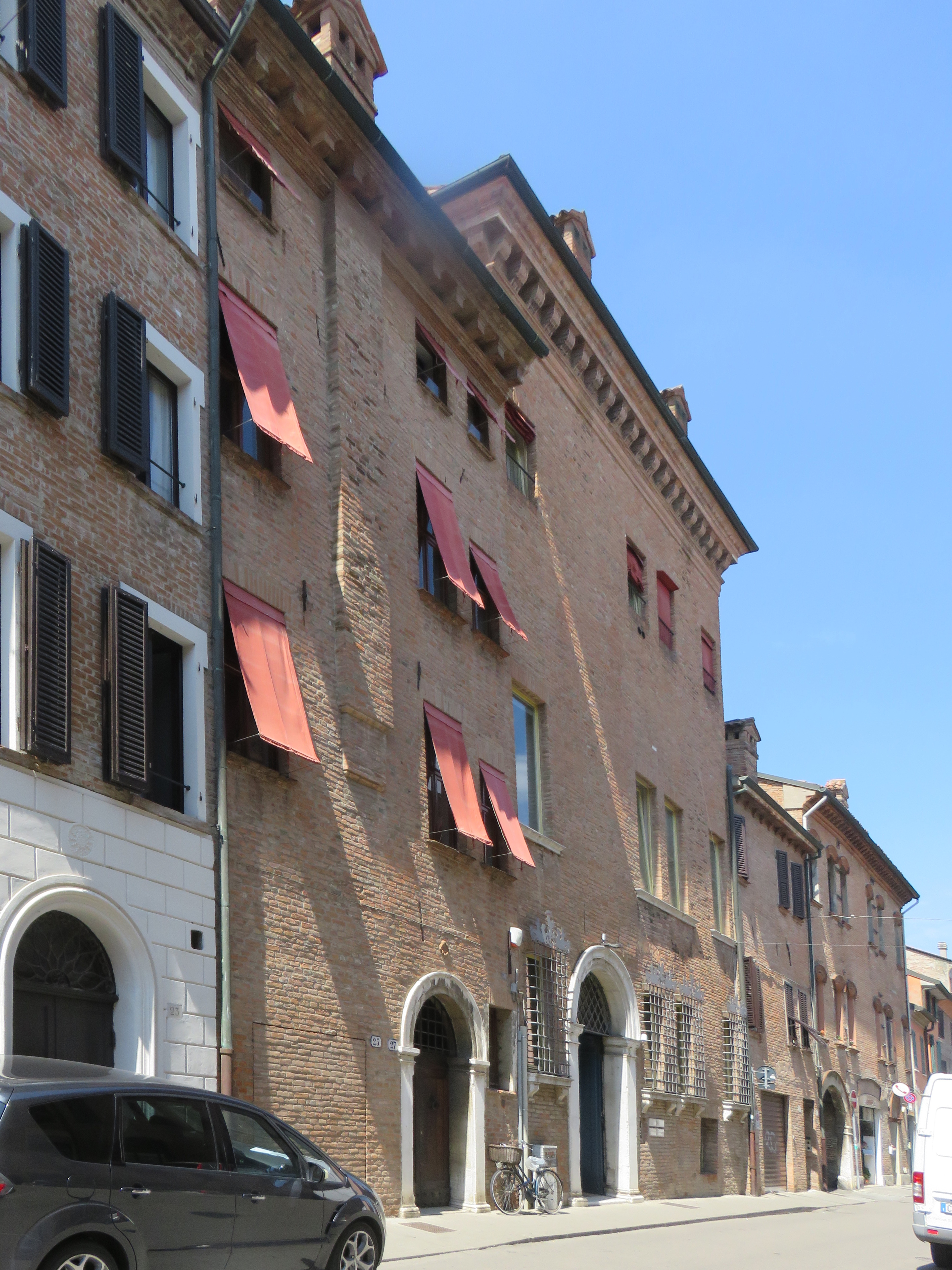
Via Ripagrande 29. Palazzo dove visse Bartolomeo Chiozzi a Ferrara.

Bartolomeo Chiozzi fu un ingegnere divenuto famoso a Ferrara per la sua grande abilità tanto da far pensare che avesse stretto un patto con il diavolo. Nato a Mantova nel 1671 si trasferì nella città estense, quasi certamente in via Ripagrande al numero 29, a cavallo tra il XVII e il XVIII secolo.
Viveva appartato e raramente era visto in pubblico, sempre accompagnato dal fedele Magrino. Le due figure incuriosivano i ferraresi che vivevano nella zona e associavano alle sue attività scientifiche legate all'ingegneria idraulica poteri di magia nera. Si pensò che avesse ritrovato un antico testo che gli avrebbe conferito poteri occulti. A Ferrara sposò Cecilia Camilli nella chiesa di San Michele. Visse molto a lungo e, secondo la leggenda, alcuni suoi scritti dopo la morte vennero bruciati dalla santa inquisizione.

## Nella cultura di massa
La figura di Bartolomeo Chiozzi venne descritta da Riccardo Bacchelli nel suo Il mulino del Po. Nel libro Chiozzi è descritto come mago Chiozzini e altre fonti lo indicano come mago Chiozzino. Molta parte della vicenda fu inventata dallo scrittore che mescolò realtà storica del personaggio e vicende di fantasia inserendo patti col diavolo, voli di edifici e richiami alla storia della città di Ferrara, di Mantova e di Vienna. Il Chiozzi, come Chiozzino, fu descritto in altri testi ed è oggetto di spettacoli di burattini. Gli è stata dedicata anche una poesia in dialetto ferrarese dal titolo "Al magh Ciuźìn e l'Urlón dal Barch".

## Riconoscimenti
L'amministrazione di Ferrara, con delibera consiliare del 1967, ha dedicato alla sua figura il vicolo del Chiozzino.